# Partito della Costituzione (Stati Uniti d'America)
Il Partito della Costituzione (in inglese Constitution Party) è un partito politico statunitense fondato nel 1991 in seguito ad una scissione interna all'U.S. Taxpayers' Party.
Uno dei suoi maggiori leader è stato Howard Phillips, il cui apporto è stato riconducibile sostanzialmente all'attivismo nel promuovere un'interpretazione religiosamente conservatrice dei principi espressi dalla Costituzione degli Stati Uniti sulla base di interpretazioni che si ritiene si basino su valori enunciati nella Dichiarazione di Indipendenza, nella Carta dei Diritti e nella Bibbia.
A giugno 2024 è stato rilevato come abbia 28 membri eletti ai seggi del consiglio comunale e in altri uffici municipali, mentre per quanto riguarda i membri registrati, si colloca al quinto posto tra i partiti nazionali.

## Leader
- Ted Adams (1992 - 1996)
- Bill Shearer (1996 - 1999)
- Jim Clymer (1999 - in carica)

## Risultati elettorali
| Elezione          | Elezione | Voti    | %   | Seggi   |
| ----------------- | -------- | ------- | --- | ------- |
| Parlamentari 1998 | Camera   |         |     |         |
| Parlamentari 1998 | Senato   | 183.588 | 0,3 | 0 / 100 |
| Parlamentari 2000 | Camera   | 122.936 | 0,1 | 0 / 435 |
| Parlamentari 2000 | Senato   | 286.816 | 0,4 | 0 / 100 |
| Parlamentari 2002 | Camera   | 99.306  | 0,1 | 0 / 435 |
| Parlamentari 2002 | Senato   | 60.456  | 0,1 | 0 / 100 |
| Parlamentari 2004 | Camera   | 132.613 | 0,2 | 0 / 435 |
| Parlamentari 2004 | Senato   | 404.853 | 0,5 | 0 / 100 |
| Parlamentari 2006 | Camera   | 68.031  | 0,1 | 0 / 435 |
| Parlamentari 2006 | Senato   | 133.037 | 0,2 | 0 / 100 |
| Parlamentari 2008 | Camera   | 136.021 | 0,1 | 0 / 435 |
| Parlamentari 2008 | Senato   | 240.729 | 0,4 | 0 / 100 |
| Parlamentari 2010 | Camera   | 123.841 | 0,1 | 0 / 435 |
| Parlamentari 2010 | Senato   | 338.593 | 0,5 | 0 / 100 |
| Parlamentari 2012 | Camera   | 118.102 | 0,1 | 0 / 435 |
| Parlamentari 2012 | Senato   | 140.636 | 0,2 | 0 / 100 |
| Parlamentari 2014 | Camera   |         |     |         |
| Parlamentari 2014 | Senato   | 100.395 | 0,2 | 0 / 100 |
| Parlamentari 2016 | Camera   | 127.376 | 0,1 | 0 / 435 |
| Parlamentari 2016 | Senato   | 93.315  | 0,1 | 0 / 100 |
| Parlamentari 2018 | Camera   | 74.956  |     | 0 / 435 |
| Parlamentari 2018 | Senato   | 57.932  |     | 0 / 100 |

| Elezione           | Candidato        | Voti    | %    |
| ------------------ | ---------------- | ------- | ---- |
| Presidenziali 1992 | Howard Phillips  | 43.369  | 0,04 |
| Presidenziali 1996 | Howard Phillips  | 184.656 | 0,19 |
| Presidenziali 2000 | Howard Phillips  | 98.020  | 0,09 |
| Presidenziali 2004 | Michael Peroutka | 143.630 | 0,12 |
| Presidenziali 2008 | Chuck Baldwin    | 199.750 | 0,15 |
| Presidenziali 2012 | Virgil Goode     | 122.389 | 0,09 |
| Presidenziali 2016 | Darrell Castle   | 203.069 | 0,15 |
| Presidenziali 2020 | Don Blankenship  | 60.023  | 0,04 |